# لیتوخوویتسه
لیتوخوویتسه (به چکی: Litochovice) یک منطقهٔ مسکونی در جمهوری چک است که در ناحیه ستراکونیتسه واقع شده‌است. لیتوخوویتسه ۱۰٫۹۵ کیلومتر مربع مساحت و ۲۸۵ نفر جمعیت دارد و ۴۵۸ متر بالاتر از سطح دریا واقع شده‌است.